# 日本驻沈阳总领事馆常驻大连领事办公室
日本国驻沈阳总领事馆常驻大连领事办公室（日语：／）是日本国在中华人民共和国大连市设立的侨民及领事事务專責机构，位于辽宁省大连市西岗区中山路147号申贸大厦3楼。2024年4月起，濵田伸子担任首席代表。

## 領事轄區
- 大连市

## 历任首席代表（不完整）
| 姓名     | 任期                     | 参考 |
| -------- | ------------------------ | ---- |
| 遠山茂   | 2009年6月24日至2011年6月 |      |
| 平川智雄 |                          |      |
| 川田勉   | 2011年6月                |      |
| 丸山浩一 | 2017年6月至2019年        |      |
| 龟井启次 | 2019年10月至2021年       |      |
| 等等力研 | 2021年4月至2024年4月11日 |      |
| 滨田伸子 | 2024年4月12日至今        | 现任 |